# Chết

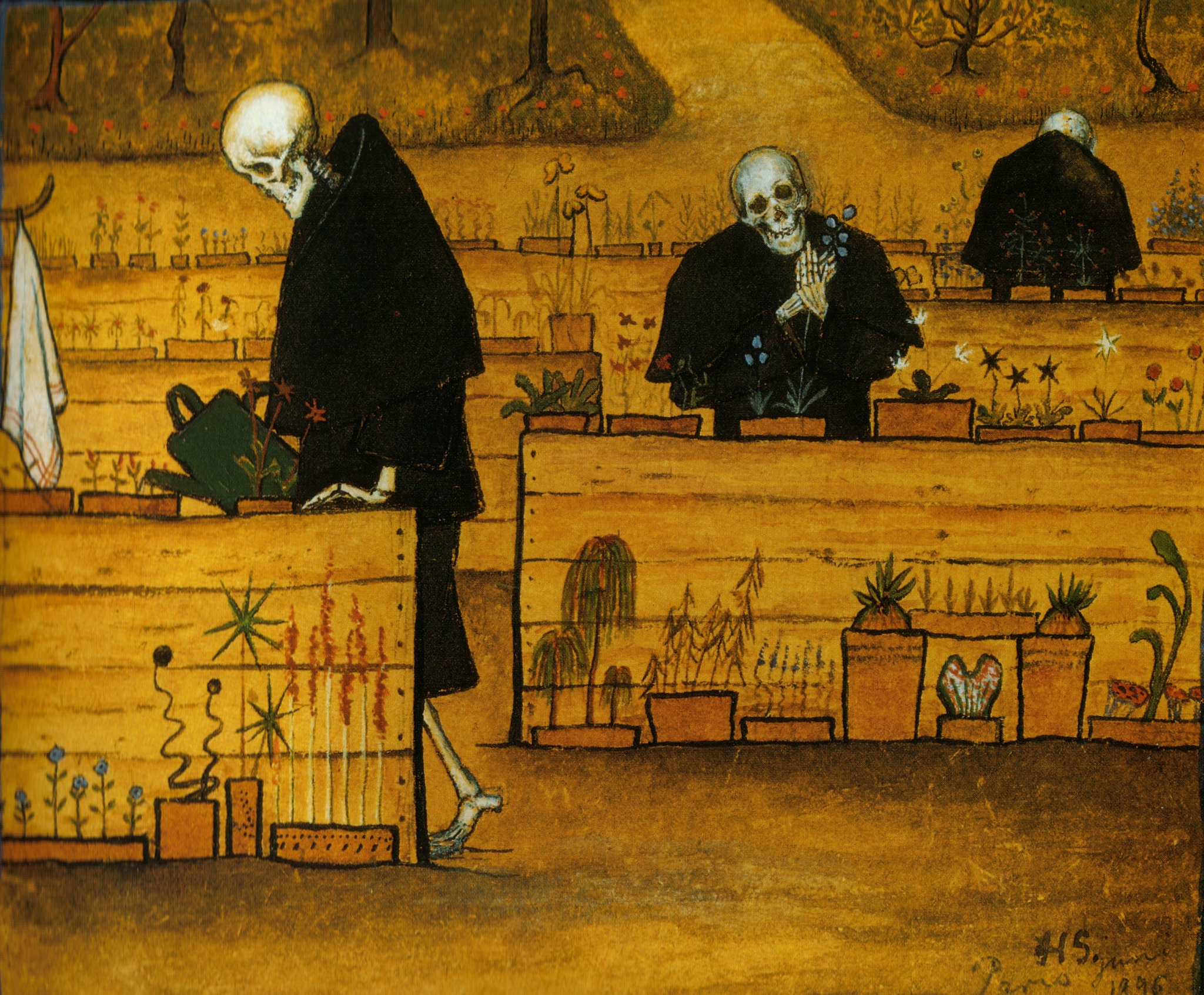
Kuoleman puutarha, Hugo Simberg (1906)

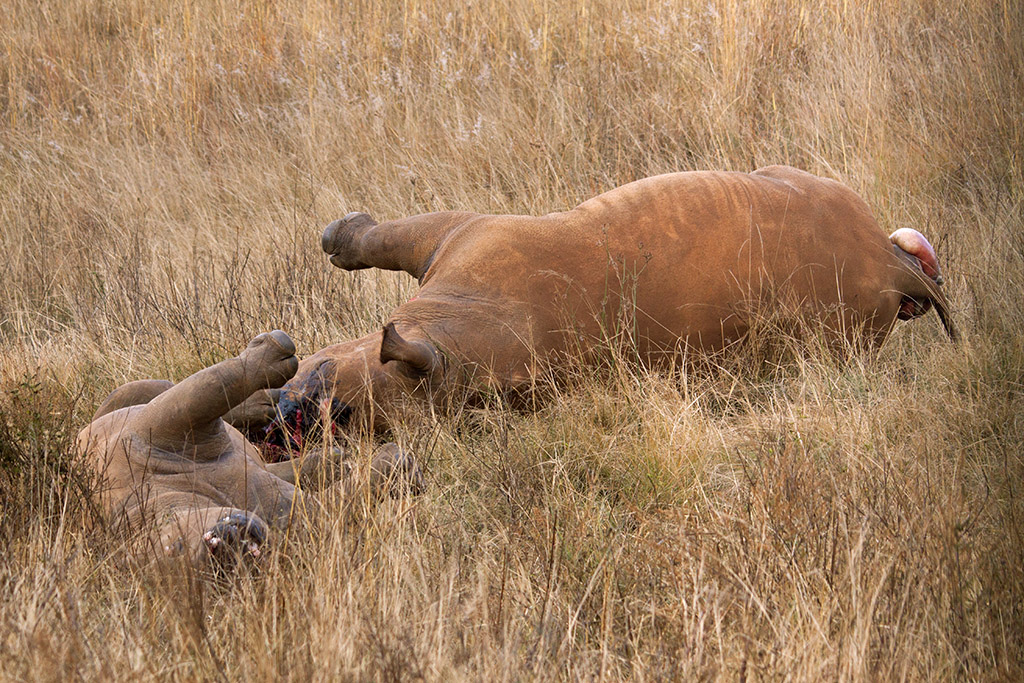
Hai mẹ con tê giác trắng bị thợ săn giết hại để lấy sừng.

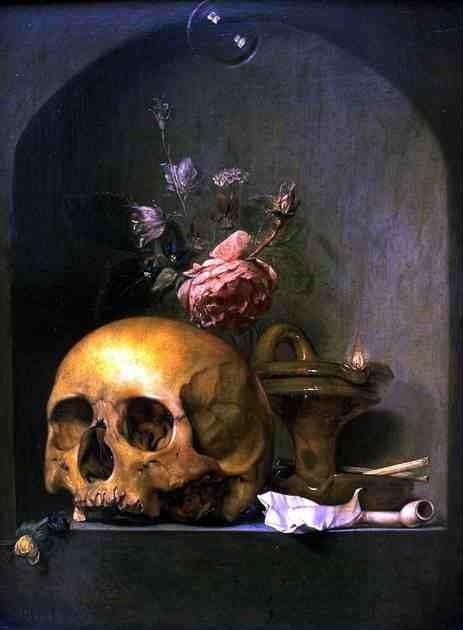
Đầu lâu được sử dụng rộng rãi làm biểu tượng của cái chết.

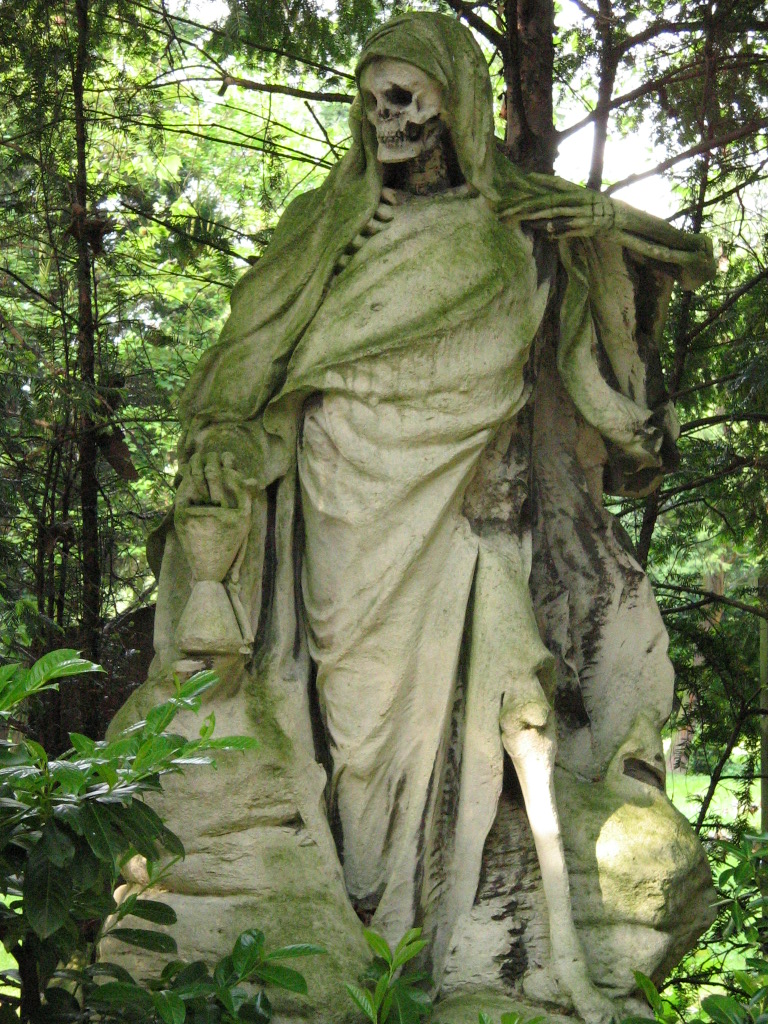
Tượng thần chết được đặt tại nghĩa trang Melaten, thành phố Köln, Đức

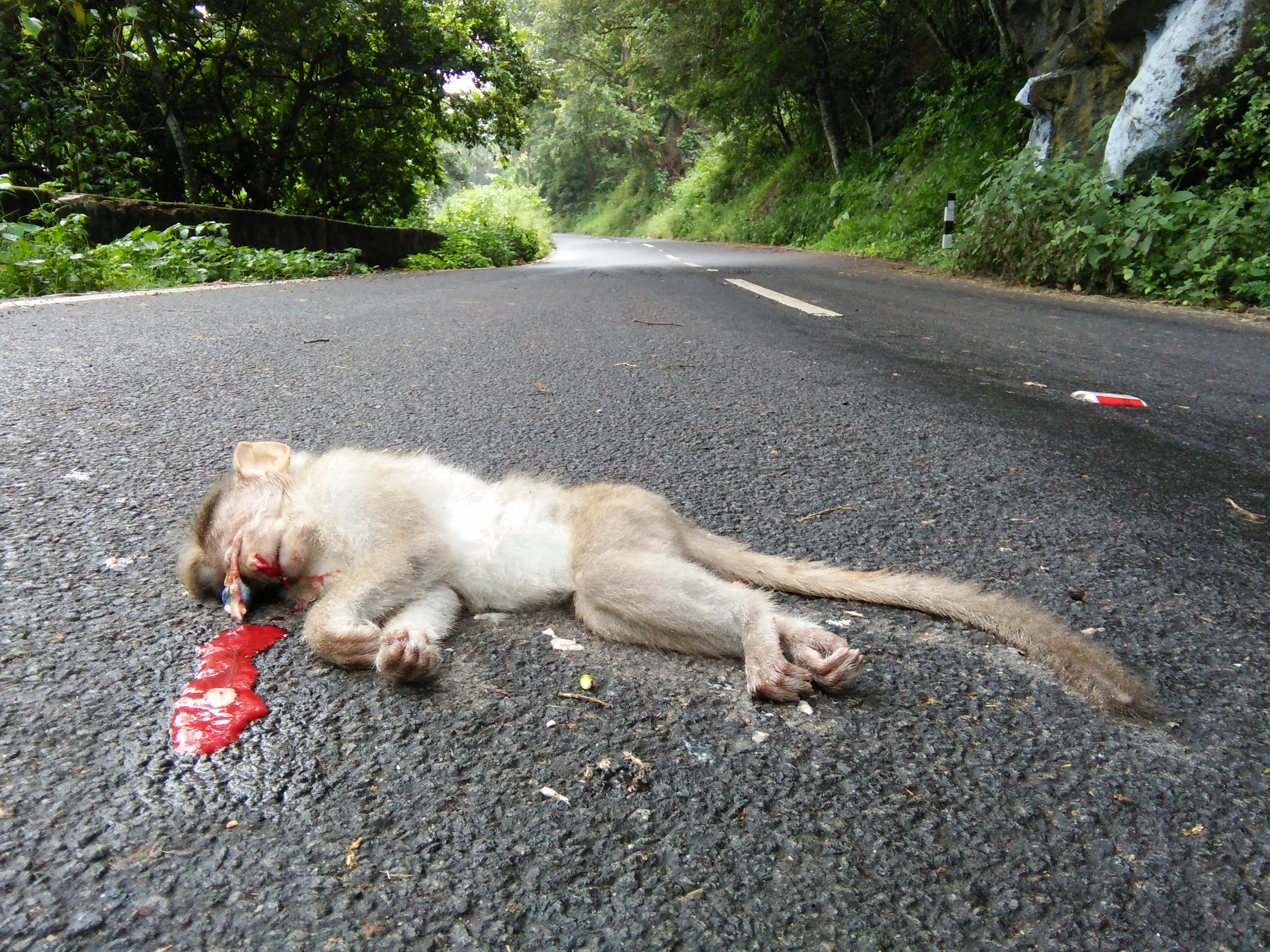
Một con khỉ bị tông chết

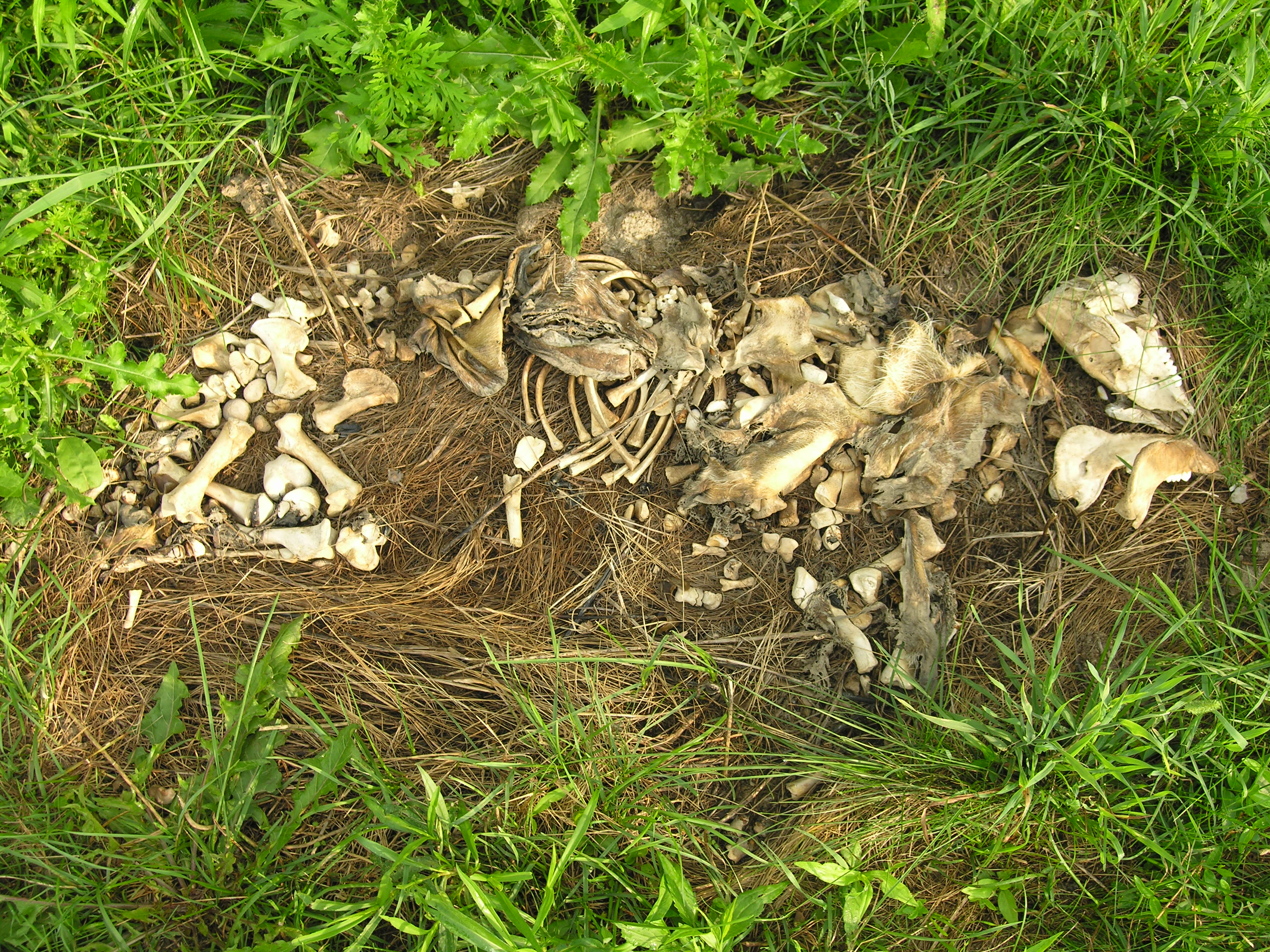
Xác một con lợn đang phân hủy.

Chết còn gọi là mất, qua đời, từ trần, tạ thế, băng hà, ra đi, tử, tử vong, viên tịch, đã khuất (tiếng Anh: die, pass away) thông thường được xem là sự chấm dứt các hoạt động của một sinh vật hay ngừng vĩnh viễn mọi hoạt động sống (không thể phục hồi) của một cơ thể. Tuy nhiên, định nghĩa về cái chết còn tùy thuộc vào các quan điểm tôn giáo, tín ngưỡng cũng như các lĩnh vực liên quan. Trong y học, Chết là sự Chấm dứt vĩnh viễn của mọi hoạt động sống như hô hấp, trao đổi chất hay sự phân chia các tế bào. Môn khoa học nghiên cứu về cái chết đã trở thành ngành riêng gọi là "tử vong học" (tiếng Anh: thanatology; tiếng Hy Lạp: θάνατολογια thnatologia).
Người ta chia chết ra làm hai loại: chết lâm sàng mà các phương pháp khám lâm sàng cho phép xác định là chết (tim ngừng đập, ngừng thở, mất tri giác, vv.); Chết thật, khi các mô không còn hoạt động được nữa và bắt đầu phân hủy. Những ca tử vong phổ biến ở con người là bệnh tim, tiếp theo là tai biến mạch máu não, và xếp thứ 3 là nhiễm trùng đường hô hấp dưới.
Trong xã hội loài người, bản chất của cái chết và sự nhận thức của con người về cái chết là các mối quan tâm qua hàng thiên niên kỷ của thế giới tôn giáo và triết học. Điều này bao gồm niềm tin vào sự sống lại (theo các tôn giáo khởi nguồn từ Abraham), tái sinh (theo các tôn giáo Ấn Độ), hoặc ý thức rằng vĩnh viễn không còn tồn tại, được gọi là lãng quên theo chủ nghĩa vô thần.

## Từ liên quan
Khái niệm và các triệu chứng của cái chết, và mức độ khác nhau của sự tinh tế được sử dụng trong thảo luận đã tạo ra vô số từ nghĩa bóng dùng trong khoa học, pháp lý và xã hội mô tả cái chết. Khi thông báo một người đã chết, có thể nói họ đã qua đời, từ trần, đi xa, hoặc đã mất, ngoài ra còn có rất nhiều từ khác được xã hội chấp nhận, hoặc có các từ khác dùng trong tôn giáo hay tiếng lóng như: Bị tước quyền sống, người chết hết chuyện, về với ông bà, hai năm mươi, về với đất, ngủ với giun v.v... Các từ mô tả việc thối rữa của thịt cũng có thể được sử dụng để nói về cái chết, mặc dù chúng thường được dùng cho các loài động vật mà không phải con người. Để tỏ thái độ lịch sự với một người đã chết, việc dùng từ chết theo nghĩa bóng đã trở thành phổ biến.

## Cách diễn đạt sự "chết"
Trong hầu hết các xã hội, cái chết thường được gắn liền với một số biểu tượng nào đó. Ở nhiều nền văn minh phương Đông, màu trắng là màu của tang lễ; ngược lại, ở phương Tây, màu tang là màu đen, biểu tượng của cái chết là vị thần chết với chiếc lưỡi hái nổi tiếng. Mồ mả cũng là những hình ảnh hoán dụ thường gặp khi đề cập đến cái chết.
Dưới góc độ sinh học, cái chết có thể xảy ra cho toàn bộ cơ thể hoặc chỉ một vài thành phần của cơ thể.Ví dụ, một số tế bào riêng lẻ hoặc thậm chí một vài cơ quan có thể chết, trong khi cơ thể, với tư cách là một tổng thể, vẫn tiếp tục sống. Trong cơ thể sinh vật, rất nhiều tế bào có tuổi thọ rất ngắn so với đời sống của cơ thể, chúng chết đi và được thay thế bởi các tế bào mới - đó là quá trình đổi mới thường xuyên các tế bào, một đặc điểm sinh lý của các cơ thể đa bào.
Ngược lại, khi một cơ thể chết đi, các tế bào của nó chỉ có thể sống thêm một giai đoạn ngắn. Các cơ quan có thể được lấy ra khỏi cơ thể để thực hiện việc ghép tạng - trong trường hợp này, tạng được ghép phải nhanh chóng đem ghép, nếu không nó sẽ chết do không được cung cấp các chất cần thiết để duy trì hoạt động sống. Trong một số hiếm các trường hợp, tế bào có thể "bất tử", chẳng hạn dòng tế bào Hela (tức Henrietta Lacks, một bệnh nhân đã hiến các tế bào của cơ thể mình cho khoa học).
Tóc và móng có vẻ mọc dài thêm sau khi chết, thật ra, khi xác chết bị mất nước (bắt đầu "khô đi"), mô mềm co rút lại làm lộ ra phần tóc và móng chưa mọc. Thời cổ đại, chuyện này khiến người ta xác định nhầm lẫn thời điểm chết thật sự, và thêu dệt thêm vào đó để thành các truyền thuyết về ma cà rồng.
Tính không thể đảo ngược thường được xem là tính chất chủ yếu của sự chết. Theo định nghĩa, một cơ thể chết không thể sống lại; nếu có chuyện chết đi sống lại (hồi sinh), điều đó có nghĩa là lần đó không phải là chết. Tuy nhiên, nhiều người không tin rằng cái chết nhất định là không đảo ngược được; bằng tín ngưỡng, họ cho rằng có sự phục sinh của linh hồn, thậm chí của thể xác. Một số người khác còn hi vọng vào một viễn cảnh trong đó nhờ vào sự giữ đông xác chết và các phương tiện kỹ thuật khác, người chết có thể được làm sống lại trong tương lai.
Có giả thuyết cho rằng tuổi thọ hạn chế của sinh vật là một hệ quả của quá trình tiến hóa. Ở hầu hết các loài, tự nhiên đã không cho sinh vật một tuổi thọ cực cao, thay vào đó, tiến hóa đã tập trung vào sự sinh sản; sau khi thực hiện chức năng duy trì nòi giống, ngoại trừ vì lý do bảo vệ con, cuộc sống của một cá thể sinh vật không có ý nghĩa mấy trong sự trường tồn của dòng gen của nó. Một lối giải thích phổ biến khác là theo nguyên lý thứ hai của nhiệt động học, tất cả các hệ thống phức tạp cuối cùng đều phải tan rã, do đó không loài nào có thể bất tử được. Tuy nhiên, nguyên lý này chỉ áp dụng được cho các hệ kín, trong khi cơ thể sinh vật lại là những hệ mở.
Trong thế giới động vật, loài sứa Turritopsis nutricula không bao giờ biết đến cái chết là gì.

### Những cách gọi tên về "sự chết"
Ngôn từ chuyên chở cả thái độ, tình cảm của người nói, trong tiếng Việt, để nói về cái chết, nhà nghiên cứu Bằng Giang đã khẳng định thống kê được hơn 1.001 cách diễn đạt về từ chết, dưới đây chỉ liệt kê một số:
- Kính trọng: từ trần, tạ thế, khuất núi, khuất mày khuất mặt, quy tiên, yên nghỉ muôn đời, qua đời, mất, đi xa, ra đi, ra đi vĩnh viễn, ra đi mãi mãi, yên nghỉ, từ giã cõi đời, trút hơi thở cuối cùng, "thôi đã thôi rồi", thác, quyên sinh, băng hà (dùng cho vua chúa), hy sinh, ngã xuống, nằm xuống, nằm lại, tử trận, tuẫn tiết, vị quốc vong thân (vì nước mà chết), thịt nát xương tan, rơi đầu (trong chiến đấu), không còn nữa, về với tổ tiên, về cùng cha ông, về với đất mẹ, về nơi an nghỉ cuối cùng, về nơi cửu huyền, về nơi chín suối, chết đứng (còn hơn sống quỳ), tôi ra đi lần cuối, làm ma nước Nam còn hơn làm vua đất Bắc, viên tịch (đối với các nhà sư), về thế giới bên kia, qua thế giới bên kia...
- Kiêng kị: vĩnh biệt, trăm tuổi già, đi (ra đi), sang bên kia thế giới, tim của... đã ngừng đập, giấc ngủ vĩnh viễn, đi vào giấc ngủ ngàn thu, an giấc ngàn thu, trở thành người thiên cổ, ngày không còn..., đi vào dĩ vãng,...
- Tín ngưỡng, tôn giáo: viên tịch (Tăng sĩ Phật giáo), vãng sanh Cực Lạc, về An Dưỡng quốc (cõi Cực Lạc), cao đăng Phật quốc, vãng sanh Tịnh Độ, về gặp Phật được Phật Thọ ký (xoa đỉnh đầu), từ giã Ta-bà sinh lên Tịnh Độ, về với Chúa, về nhà Cha (về nước Chúa), Chúa gọi về, được Chúa truyền ra khỏi đời này về với Chúa, hẹn gặp lại trong Nước Trời, quy tiên, về trời, thăng thiên, hồn lìa khỏi xác, hóa kiếp, mãn phần, xuống suối vàng, trở về với cát bụi, chết không nhắm mắt, từ đất mà ra sẽ về với đất, về với đất mẹ, về miền Cực Lạc, vui miền Cực Lạc...
- Trung lập: chết, qua đời, tử vong, thiệt mạng, tử (Hán-Việt), tắt thở (chết lâm sàng), chết tốt, bị giết, bị diệt, bất đắc kỳ tử, đột tử, chết ngay, chết non, chết yểu, chết trẻ, chết già (theo độ tuổi), chết đuối, chết chìm, chết cháy, chết khô, chết héo, chết tươi, chết chắc, chết ngột, chết ngạt, chết đói, chết bệnh, chết bất đắc kỳ tử (theo nguyên nhân), chết chùm, chết oan, chết tập thể, chết chém, chết ngay tại chỗ...
- Thân phận: lìa đời, về với đất, chầu ông bà (vải), chầu trời, chầu tổ tiên, chầu Diêm vương (Diêm chúa), tuyệt mệnh (mạng), tới số, hết số, gan óc lầy đất, da ngựa bọc thây, đầu lìa khỏi cổ, nhắm mắt xuôi tay, xuống lỗ, xanh cỏ, đi gặp cụ Các Mác và cụ Lê-nin, (thà) làm ma nước Nam, (nguyện) làm ma họ (...), lên bàn thờ ăn xôi, mọc cánh...
- Không tôn trọng: lụm, rồi đời, xong đời, ngoẻo, ngủm, ngủm củ tỏi, ngủm cù đèo, tiêu, tiêu đời, toi đời, tiêu tán đường, toi mạng, tèo, lên đường, ăn đất, đi đứt, đi toi, đứt bóng, vào hòm, vào xăng, vào 6 tấm váng, xuống mồ, đi đời, đi đời nhà ma, đi tong, rũ xương, đền tội, đền mạng (có ân oán), tan xương nát thịt, vong mạng, bỏ mạng, banh xác, bỏ xác (trong chiến đấu), chết tươi, chết toi, chết bằm, chết trôi, lên bàn thờ, lên bàn thờ ngồi chơi, đi buôn muối, chết không toàn thây, chết không kịp ngáp (tình trạng chết), "đai" (tiếng lóng phiên âm của từ die), ngồi lên bàn thờ ngắm gà khỏa thân, "R.I.P." (Rest In Peace) (không có sự tôn trọng khi dùng để đùa giỡn, nhưng ý nghĩa thực sự của R.I.P là sự tôn trọng đối với cái chết), đi Văn Điển, vô Bình Hưng Hòa, hít khói trên bàn thờ, đi bán muối, đi đắp chiếu, hẻo, hẹo, đăng xuất, đăng xuất khỏi thế giới, đăng xuất khỏi Trái Đất, lên bảng điểm số (bị giết), hưởng nhang, ngồi bàn thờ, lên bàn thờ, lên bàn thờ ngồi, bay màu (tiếng lóng)...

## Định nghĩa cái chết trong lĩnh vực y học, tôn giáo và pháp lý
Cái chết của con người có thể được định nghĩa bởi ba lĩnh vực khác nhau nhưng cũng chồng lấn lẫn nhau: y học, tôn giáo và pháp lý. Cả ba lĩnh vực đã phát triển rất nhiều theo thời gian và ý nghĩa của từng lĩnh vực đó đối với từng cá nhân cũng khác nhau. Do đó, khi bàn về cái chết, điều quan trọng là phải xác định rõ là cái chết đang được xem xét dưới dưới góc độ nào, cũng như cần phải có một kiến thức tổng quát về cách nhìn nhận cái chết của mỗi cá nhân.
Trong y học, có nhiều định nghĩa khác nhau về cái chết. Ở phương Tây trước đây, sự chết đã được gắn với tim và sau đó là phổi. Khi tim và phổi của một người ngừng hoạt động, người đó được xem là đã chết. Về sau, não được đưa vào định nghĩa. Năm 1963, điện não đồ (EEG) được phát minh, phương tiện này có khả năng đo rất chính xác các dòng điện phát ra từ não. Nếu máy điện não đồ ghi nhận một dòng điện bằng không (nói cách khác là một EEG phẳng) trong 36 giờ, người bệnh có thể được xem là đã chết. Hiện nay, chúng ta biết rằng về mặt y học, một người còn sống nếu thân não của người đó chưa chết. Nhiều người bị rơi vào đời sống thực vật, thân não của họ vẫn còn hoạt động.
Về mặt pháp lý, có ba cách khác nhau để tuyên bố rằng một người đã chết. Thông thường nhất là việc xác nhận cái chết bởi một bác sĩ. Cách thứ hai là xác nhận bởi một nhân viên điều tra hay chuyên viên khám nghiệm y khoa của nhà nước. Cách thứ ba là tuyên bố chết bởi các tòa án: sau khi một người bị mất tích một thời gian nhất định, tòa án có thể tuyên bố rằng người đó đã chết và tài sản của người chết sẽ được phân chia theo luật định. Giấy chứng tử là một văn bản nêu ra thời điểm, tính chất của cái chết cũng như tên và chức năng người chứng nhận cái chết đó.
Theo quan điểm tôn giáo, sự chết được tin là do hồn rời khỏi thể xác. Nhiều thí nghiệm đã được đặt ra nhằm xác định khi nào thì hồn rời khỏi xác, chẳng hạn người ta cân cơ thể trước và sau khi chết (linh hồn, nếu có, biết đâu cũng có một trọng lượng nào đó).

## Khi nào một người được xem là chết?

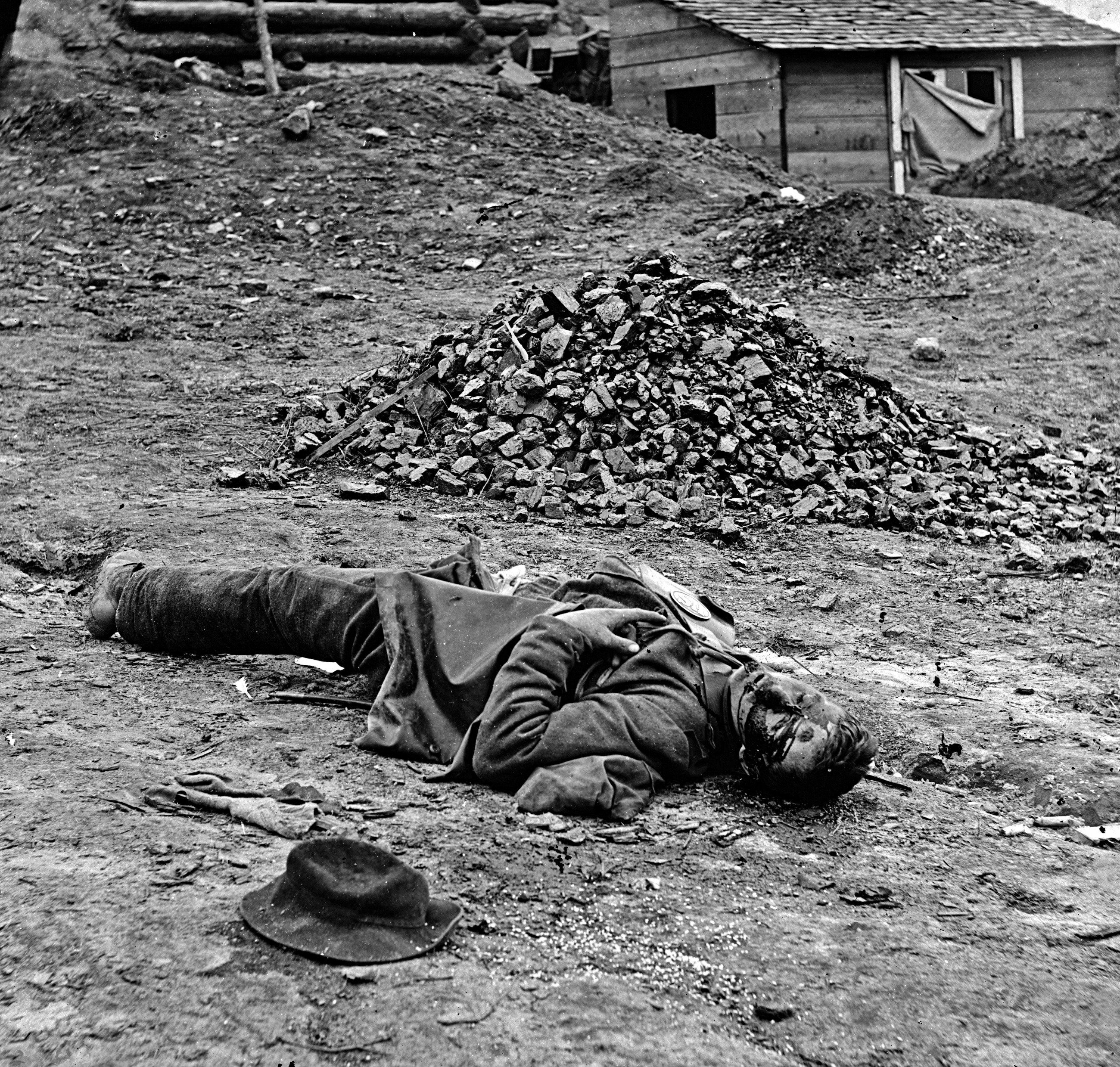
Thây tử sĩ tại Petersburg, Virginia, năm 1865, trong thời Nội chiến Hoa Kỳ

Xác định chính xác thời điểm chết có ý nghĩa quan trọng vì nhiều lý do. Nó giúp cho giấy chứng tử ghi nhận được thời gian chính xác, cũng như để đảm bảo rằng các nguyện vọng của người quá cố được thực thi sau khi người đó thật sự đã qua đời. Nó đặc biệt quan trọng trong trường hợp hiến cơ quan, bởi lẽ tạng đem ghép phải được lấy ra khỏi cơ thể người chết càng sớm càng tốt.
Trong lịch sử, các cố gắng để xác định thời điểm chết một cách chính xác luôn là đề tài gây tranh cãi. Đã có lúc, cái chết được tính từ lúc tim ngừng đập (ngừng tim) và phổi ngừng thở, nhưng sự phát triển của kỹ thuật hồi sức tim phổi cũng như kỹ thuật phá rung đã đề ra một thách thức mới: hoặc là định nghĩa về cái chết là sai, hoặc là con người có thể cải tử hoàn sinh (bởi vì, trong một vài trường hợp, việc hồi sức làm cho tim, phổi hoạt động trở lại). Hiển nhiên, quan điểm thứ nhất đã được lựa chọn. (Hiện nay, trạng thái ngưng tim, ngưng thở được gọi là chết lâm sàng).
Ngày nay, khi cần xác định chính xác thời điểm chết, bác sĩ và điều tra viên thường căn cứ vào "chết não" hay "chết sinh học": một người được xem là chết nếu không còn hoạt động điện não (Xem thêm Đời sống thực vật). Người ta giả định rằng sự ngưng hoạt động điện não là dấu hiệu chấm dứt ý thức.
Hoạt động não là điều kiện cần của sự tồn tại của một cá nhân về mặt pháp lý, và có lẽ chỉ trừ các phôi thai, nó cũng đồng thời là điều kiện đủ. "Một khi sự chết não đã được khẳng định, việc ngưng sử dụng các thiết bị hỗ trợ sự sống không cấu thành một tội dân sự hay hình sự". (Dority, tại tòa án tối cao hạt San Bernardino, 193 Cal.Rptr. 288, 291 (1983)).
Tuy nhiên, có những người lý luận rằng chỉ có vỏ não mới có chức năng ý thức, cho nên chỉ cần hết hoạt động điện của vỏ não thì có thể xem là chết. Ở hầu hết mọi nơi, một định nghĩa bảo thủ hơn về cái chết được áp dụng (khi toàn bộ các phần của não đều đã ngưng hoạt động điện, không riêng gì vỏ não) - chẳng hạn theo mẫu khai tử thống nhất của Hoa Kỳ. Năm 2005, trường hợp cô Terri Schiavo đã khiến cho vấn đề chết não và duy trì sự sống nhân tạo được tranh cãi gay gắt giữa các nhà làm luật Hoa Kỳ. Trong nhiều trường hợp, nguyên nhân chung của cái chết là do thiếu oxy trong máu.
Ngay cả khi dùng điện não, việc xác định cái chết cũng khó khăn. EEG có thể ghi nhận một tín hiệu giả trong khi não đã thực sự ngưng hoạt động, hay ngược lại, não còn sống, nhưng hoạt động điện của nó thấp hơn ngưỡng ghi nhận của máy. Vì lý do này, các bệnh viện thường thiết lập một quy trình để xác nhận cái chết trong đó bao gồm EEG ghi nhận trong những khoảng thời gian khác nhau.
Lịch sử y học còn ghi nhận nhiều giai thoại về những người được các thầy thuốc chứng tử nhưng sau đó đã sống lại - khi đang được ướp xác hoặc sau vài ngày nằm trong quan tài. Các chuyện kể về những người bị chôn sống (với giả thiết rằng xác không được ướp trước khi chôn) đã tạo tiền đề cho ít nhất là một nhà sáng chế trong thế kỷ XX thiết kế ra một hệ thống báo động có thể được kích hoạt từ trong quan tài.
Do những khó khăn khi xác định cái chết, trong nhiều phác đồ cấp cứu, người đầu tiên tham gia cấp cứu không được phép tuyên bố rằng bệnh nhân đã chết; một số tài liệu huấn luyện cấp cứu y khoa đã chỉ rõ rằng một người không bị xem là chết nếu không có những dấu hiệu rõ ràng, hiển nhiên của cái chết, chẳng hạn như đầu lìa khỏi thân, co cứng tử thi (rigor mortis), hồ máu tử thi (livor mortis), xác bị phân hủy hoặc bị thiêu cháy. Khi nạn nhân còn bất cứ khả năng sống sót nào và không có y lệnh "không hồi sức", nhân viên cấp cứu phải lập tức bắt đầu cấp cứu và không được kết thúc việc cấp cứu cho đến khi bệnh nhân được nhập viện. Đến nơi, nếu bác sĩ xác nhận bệnh nhân đã chết, bệnh nhân được tuyên bố là "chết trên đường đến bệnh viện".
Tiêu chuẩn để tuyên bố một người là chết thường được quy định bởi các ủy ban cấp nhà nước, tùy từng nước. EEG không phải là một xét nghiệm đại trà, trên thực tế, người ta hay dựa vào các triệu chứng như mất ý thức, ngưng thở, mất mạch, đồng tử giãn và không phản xạ với ánh sáng, điện tâm đồ (ECG) phẳng v.v.

### Phản ứng của con người đối với cái chết
Về cơ bản, con người tham sống sợ chết, tuy nhiên, trong những hoàn cảnh nhất định, nhiều người có thể hi sinh sự sống của mình vì người khác, vì cộng đồng. Cũng có những người tự tìm đến cái chết do bệnh tâm thần hoặc bế tắc trong cuộc sống.
Theo tác giả Elisabeth Kübler-Ross, diễn tiến tâm lý của một người sắp chết gồm 5 đặc điểm:
- Chối bỏ thực tế ("không thể tin là mình sắp chết")
- Nổi giận, nổi loạn ("tại sao tôi phải chết ?")
- Mặc cả với số phận ("sao lại là tôi, nhiều người xấu hơn tôi vẫn được sống kia, tôi đã làm nhiều việc tốt nên tôi phải được sống")
- Trầm cảm
- Buông xuôi, chấp nhận.

Năm đặc điểm đó không phải lúc nào cũng thể hiện đầy đủ, trật tự xuất hiện cũng không cố định. Chúng có thể xuất hiện riêng lẻ hoặc đồng thời.
Tuy nhiên, cũng có những trường hợp, con người đón nhận cái chết một cách dễ dàng hơn.

### An tử
Có những người bị tai nạn nghiêm trọng hoặc mắc những bệnh hiểm nghèo như ung thư giai đoạn cuối, phải sống đời sống thực vật hoặc chịu đau đớn kéo dài. Khả năng của y học trong tương lai gần hầu như không thể phục hồi được sức khỏe cho họ, nên việc tạo ra một cái chết êm dịu để chấm dứt thời gian chịu đau đớn về mặt thể lý cho những bệnh nhân đó cũng như giảm bớt những chi phí đắt tiền cho xã hội đã được xem xét và thể chế hóa ở vài nước (Hà Lan, Tây Ban Nha, v.v.).
Việc thực hiện biện pháp "an tử" gặp sự phản đối mạnh mẽ của nhiều người, họ cho rằng đó là hành vi giết người (cho dù nó có xuất phát từ nguyện vọng của bản thân người bệnh), mạng sống con người là quý giá nhất không ai có quyền định đoạt. An tử còn bị ràng buộc bởi nguyên tắc đạo đức của người thực hiện, nếu đó là một y bác sĩ, nó sẽ trực tiếp đi ngược lại với "Lời thề Hippocrates" của họ. Khác với một hình thức can thiệp y học để ngừng sự sống khác là tử hình, an tử không có những cơ sở về nguyên tắc đạo đức cần thiết để đạt được sự đồng thuận và hợp thức hóa rộng rãi.

## Vấn đề diễn biến sau khi chết
Một vấn đề được đặt ra là, không kể sự chấm dứt các quá trình chuyển hóa và sự bắt đầu các tiến trình phân hủy xác, điều gì sẽ xảy ra, nhất là đối với con người, trong và sau khi chết? Chủ đề được đặc biệt quan tâm là ý thức và linh hồn. Niềm tin vào một cái gì đó tiếp tục sau khi chết cũng phổ biến từ xưa, chẳng hạn một thế giới của người chết (âm ty, âm phủ, cõi âm), hoặc tái sinh, đầu thai vào kiếp sau. Những người theo chủ nghĩa vô thần hoặc thuyết bất khả tri thì tin rằng cái chết đặt dấu chấm hết cho ý thức, bản thân cái chết ("kiếp sau") xét cho cùng cũng chính là sự trải nghiệm về những gì có trước thụ thai ("kiếp trước")(?). Trái lại, niềm tin tôn giáo và những thông tin về sự sống sau khi chết là sự an ủi có liên hệ tới cái chết của những người thân yêu và viễn ảnh về cái chết của chính bản thân mỗi người. Mặc khác, nỗi lo sợ về địa ngục cũng như những hệ quả đen tối khác cũng khiến cho cái chết trở nên quái ác hơn. Nỗi ưu tư của con người về cái chết cũng là một động lực quan trọng cho sự phát triển của các tôn giáo.
Tập tục của hầu hết các nền văn hóa là khóc thương những người thân yêu đã chết. Nhiều nhà khảo cổ cho rằng việc chôn cất cẩn thận của người Homo neanderthalensis, với những xác chết được trang điểm bằng đất son và xếp cẩn thận trong hang là bằng chứng của những tang lễ có nghi thức. Mở rộng ra, điều này có thể cho thấy trong các tín ngưỡng ban sơ của con người đã có cả những ý niệm về kiếp sau.

### Những hệ quả về sinh lý học của sự chết ở người
Đối với cơ thể người, những hệ quả sinh lý của sự chết là một chuỗi những biến đổi: sớm như trương phình lên, sau đó là sự phân rã, tiếp theo là những biến đổi sau phân rã, cuối cùng, chỉ có bộ xương là tồn tại lâu nhất.
Những biến đổi của giai đoạn ngay sau khi chết nhận được sự chú ý nhiều nhất vì hai lý do - thứ nhất đó là giai đoạn được người sống nhìn thấy nhiều nhất và thứ nhì là bởi những nghiên cứu pháp y trong các nghi án.
Giai đoạn sớm sau khi chết (15–120 phút tùy nhiều yếu tố), xác trở nên mát lạnh (mát lạnh tử thi - algor mortis), trở nên tái nhạt (tái nhạt tử thi - pallor mortis), các cơ vòng giãn ra, dẫn đến việc tống xuất nước tiểu, phân, những gì chứa trong dạ dày cũng trôi ra ngoài nếu xác bị di chuyển. Máu dồn xuống tạo thành các hồ ở phần thấp của xác (theo trọng lực) gọi là hồ máu tử thi (livor mortis) trong vòng 30 phút và bắt đầu đông lại. Các cơ co lại tạo nên co cứng tử thi (rigor mortis) với đỉnh điểm là 12 giờ sau khi chết và kết thúc 24 giờ sau khi hình thành, tùy vào nhiệt độ môi trường. Trong vòng một ngày, bắt đầu có các dấu hiệu phân hủy (phân rã), cả do cơ chế tự hủy lẫn do sự tấn công của vi sinh vật, nấm, côn trùng, thú vật v.v. Bên trong cơ thể, các cấu trúc bắt đầu sụp đổ, da mất sự liên kết với các mô bên dưới, hoạt động của vi khuẩn sẽ sinh hơi và khiến xác sưng, phình ra.
Không có một yếu tố xác định cụ thể cho tốc độ phân hủy sau khi chết; một xác chết có thể chỉ còn bộ xương sau vài ngày hoặc còn gần như nguyên vẹn sau hàng nghìn năm.

### Việc xử lý xác người chết

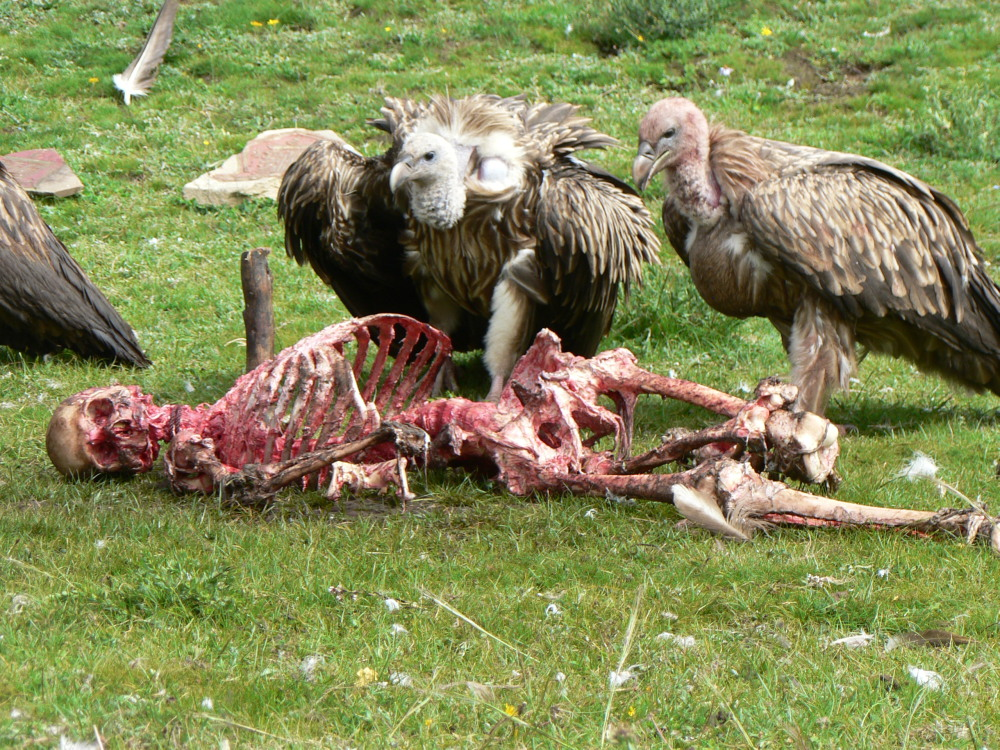
Đàn kền kền đang xử lý cái xác được thiên táng

Trong hầu hết các nền văn hóa, trước khi kịp bắt đầu phân hủy, xác người chết đã được thực hiện một số nghi thức tống táng, thông thường nhất là hỏa thiêu hoặc chôn trong mộ (thường là trong một hố đào vào lòng đất gọi là huyệt mộ), ngoài ra còn táng trong quách, hầm mộ, mộ đá, hoặc tiểu đựng xương. Mộ rất đa dạng, từ đơn giản như một gò, ụ đất đến vô số các kiến trúc lăng tẩm khác trên mặt đất (như lăng mộ Taj Mahal).
Ở Tây Tạng, có một phương pháp gọi là thiên táng, tức là đem xác người chết đặt trên núi cao để làm mồi cho các loài chim ăn thịt. Đôi khi điều này do các quan điểm tôn giáo cho rằng chim ăn mồi sẽ chuyên chở linh hồn về chốn thiên đường, nhưng cũng có khi chỉ đơn giản phản ánh một thực tế là đất đai Tây Tạng quá cứng khó đào chôn, cây cối cũng không nhiều để làm củi thiêu xác và theo tôn giáo tại đó (Phật giáo) thì sau khi chết, xác người chỉ là một cái vỏ rỗng không, không để làm gì nữa, có thể cho thú vật làm thức ăn. Mặt khác, ở một số nền văn hóa khác, người ta lại cố gắng làm chậm quá trình phân hủy của xác trước tang lễ (thậm chí có thể làm chậm quá trình phân hủy sau khi chôn cất), ướp xác hoặc tạo các mô mi. Nhiều nền văn hóa khác nhau có nhiều tập quán mai táng khác nhau. Trong một số các làng chài hoặc lực lượng hải quân, người ta còn thủy táng (đưa xác chết xuống sông hoặc biển). Một số vùng miền núi, người ta treo quan tài lên cây.
Một cách mai táng mới là "mai táng sinh thái". Nó bao gồm sự làm đông xác ở nhiệt độ rất thấp, sau đó tán thành bột bằng cơ chế rung, làm khô ở nhiệt độ lạnh, loại bỏ kim loại, sau cùng là thiêu hủy thành phần bột còn lại, chỉ chiếm khoảng 30% khối lượng cơ thể. Gần đây còn có ý tưởng về "vũ trụ táng": dùng tên lửa đưa một phần tro cốt vào không gian. Nhiều người đã hiến toàn bộ hoặc một phần xác cho khoa học như Einstein. Nhiều trường hợp hiến xác cho các trường y để phục vụ nghiên cứu và giảng dạy môn giải phẫu. Việc mai táng có thể được thực hiện bởi dân làng, hoặc các công ty mai táng chuyên nghiệp, hoặc có sự tham gia của bệnh viện, tổ chức tôn giáo, hội từ thiện v.v. Mồ mả thường được tập hợp trong một khu đất gọi là nghĩa trang.

## Về mặt sinh học
Sau khi chết, các bộ phận còn lại của sinh vật trở thành một phần trong chu trình sinh địa hóa. Động vật có thể bị các loài săn mồi ăn. Vật chất hữu cơ sau đó có thể bị phân hủy bỏ quá trình thối rữa, các sinh vật trong quá trình này sẽ trở lại môi trường trở thành một mắt xích trong chuỗi thức ăn.
Vi sinh vật cũng đóng vai trò quan trọng, làm gia tăng nhiệt độ của vật chất đang bị phân hủy khi chúng phá vỡ các hợp chất hữu cơ thành các phân tử đơn giản hơn. Tuy nhiên, không phải tất cả các vật chất cần phải phân hủy hoàn toàn, như than là một loại nhiên liệu hóa thạch được hình thành trên một vùng rộng lớn có thời gian từng trải qua giai đoạn đầm lầy là một ví dụ.

## Cái chết trong cái nhìn của người Việt
Đạo lý truyền thống của người Việt quan niệm "nghĩa tử là nghĩa tận", bao nhiêu hờn oán đều xóa bỏ khi đối tượng đã chết, vì chết là dứt nợ trần gian.
Một quan niệm nhân văn khác là "sống ở, thác về", xem cuộc sống trên mặt đất chỉ là cõi trọ tạm bợ, chết không phải là hết.
Sống làm vợ khắp người ta
Khéo thay thác xuống làm ma không chồng
(Truyện Kiều - Nguyễn Du, đoạn viết về Đạm Tiên)
Tín ngưỡng dân gian tin vào linh hồn, người chết rồi thì linh hồn sẽ sống ở cõi âm, cũng sinh hoạt như ở dương thế, do đó có tục lệ đốt vàng mã, nhà cửa, xe cộ, quần áo, tiền, đô la âm phủ v.v. để "viện trợ" cho người chết. Rằm tháng bảy âm lịch, trùng với lễ Vu Lan của Phật giáo, là ngày xóa tội vong nhân, người ta cúng cô hồn để bố thí thức ăn cho những hồn ma lang thang. Cúng cô hồn không chỉ có ngày rằm tháng bảy.
Một quan niệm cổ truyền nữa là "người chết cần được mồ yên mả đẹp", việc "động mồ động mả" có thể ảnh hưởng đến sự nghiệp của con cháu. Tuy nhiên, từ năm 1996, phong trào hiến xác cho khoa học đã bắt đầu phát triển với sự phát động của Giáo sư Nguyễn Quang Quyền ở trường Đại học Y Dược Thành phố Hồ Chí Minh.